# Calcarea
Le calcispongie o spugne calcaree (Calcarea Bowerbank, 1864) costituiscono una classe di Poriferi accomunati da endoscheletro formato da macrosclere calcaree incoerenti di calcite cristallina e carbonato di calcio, generalmente non connesse, non ramificate, a 1, 3 o 4 raggi. Attorno all'osculo, presentano tipicamente una corona di spicole a funzione protettiva.

## Descrizione
Formano colonie di piccoli individui vasiformi aggregati da tubi interconnessi alla base. Le calcispongie si presentano in tutti i tipi morfologici e spesso hanno una simmetria raggiata evidente, inoltre, sono gli unici poriferi a disporre di miociti. Sono spesso piccole (meno di 10 cm di altezza) e incolori, perciò passano spesso inosservate

## Distribuzione e habitat
La maggioranza delle specie vive in habitat marini poco profondi.

## Riproduzione
Si riproducono sia per gemmazione che per via sessuata, dando luogo ad una caratteristica fase larvale detta anfiblastula, cigliata solo in parte (la parenchimella è presente solo in pochissime specie).

## Tassonomia
Si dividono in 3 sottoclassi e 6 ordini:
- Sottoclasse Calcinea, con una larva simile alla parenchimella, derivante però da un'anfiblastula, e flagelli dei coanociti che si originano indipendentemente dal nucleo;
  - Ordine Clathrinida
  - Ordine Leucettida
- Sottoclasse Calcaronea, con anfiblastula e flagelli che si originano a livello del nucleo dei coanociti;
  - Ordine Leucosolenida
  - Ordine Sycettida
- Sottoclasse Pharetronida, con poche specie relitte aventi uno scheletro formato, oltre che da spicole, da una massa calcarea.
  - Ordine Inozoa
  - Ordine Sphinctozoa